# Caccodes philippinus
Caccodes philippinus es una especie de coleóptero de la familia Cantharidae.

## Distribución geográfica
Habita en las Filipinas.